# Paul Dubois (jazzmusicus)
Paul Dubois (24 januari 1924 - 1 september 2016) was een Belgische jazzmuzikant. Hij speelde contrabas en was zanger in de mainstream jazz.

## Biografie
Dubois was als bassist autodidact. Een kenmerk van zijn spel was, dat hij tijdens zijn soli zong net als bijvoorbeeld Slam Stewart dat deed. Hij speelde met talrijke musici die in Europa toerden, zoals Max Roach, Clifford Brown, Lester Young, Hank Jones en Buck Clayton. Zijn eerste plaatopnames maakte hij in het midden van de jaren veertig in Brussel, onder andere met het Orchestre du Cosmopolite (met Bobby Jaspar) en het kwintet van Jack Sels (1957). Hij speelde in het trio van pianist Johnny Kay, met Sidney Bechet, Jacques Pelzer (Jazz for Moderns, 1956), Francis Coppieters, Charlie Knegtel, Taps Miller, Herman Sandy. Verder nam hij in die tijd deel aan jamsessies, met Don Byas, Roy Eldridge, Peanuts Holland, James Moody en Kenny Clarke. In de jaren '60 speelde hij dixieland met David Bee's groep Brother Powell and His Dixie Rag-A-Jazz Band, en was hij actief met Gus Clark, Alex Scorier, Janot Morales en Babs Robert (waarmee hij in 1967 op het Montreux Jazz Festival optrad) en met Gene Conners. In latere jaren was hij lid van 'hot-jazz'-bands zoals Jump College, de Victoria  Jazzband en het Retro Jazz Orchestra. Hij speelde regelmatig met zijn Tuesday's Lovers Jazz Band in Club Laiterie in Linkebeek. Dubois was ook actief als beeldend kunstenaar. In de jazz deed hij de periode 1943-2007 mee aan 81 opnamessies.

## Discografie (selectie)
- Paul Dubois & Sweet Substitutes (1983), met Richard Rousselet, Phil Abraham, Andre Donni, Charles Loos, Paolo Radoni, Pim Hoogervorst, Paul Dubois, Luc Vanden Bosch
- Jean-Lou Vanderborght: Gershwin Melodies (Koch)
- Robert Cordier: Magic Moods in a Mellow Tone (Igloo)
- The Blue Notes: Music with Friends (1998)
- The Groovers (2003)

## Weblinks
- Portret bij Les Lundis D'Hortense (Jazz in Belgium)
- (en) Paul Duboiis op Discogs